# Modelos de comercio electrónico
Los modelos de comercio electrónico son modelos de negocio por Internet. Se pueden encontrar 6 tipos diferentes de comercio electrónico que se clasifican de acuerdo al entorno, los participantes, características, ventajas y desventajas únicas. Entre ellos están:
- MODELO B2B
- MODELO B2C
- MODELO C2B
- MODELO C2C
- MODELO G2B
- MODELO C2C
- MODELO B2G

## Introducción
En términos generales, el comercio electrónico (CE) ofrece a las organizaciones la capacidad de operar globalmente, a través de nuevas fórmulas para mostrar sus productos/servicios o reducir las barreras de entrada a nuevos mercados. A su vez, es una parte importante e integral de la creciente economía de Internet, que se define vagamente para abarcar todos los recursos relacionados con, y todas las actividades económicas basadas en la tecnología de Internet. Las transacciones realizadas entre diferentes agentes, es decir, entre minoristas y consumidores, entre comerciantes al por mayor y minoristas, o entre empresas, a través de Internet, constituyen lo que conocemos como comercio electrónico.
La sociedad de consumo moderna es caracterizada por los constantes avances en tecnología, que ponen de presente diferentes objetivos que se pretenden alcanzar como: 
1. Exigir el suministro de información previa, clara, suficiente y completa para que el consumidor tome una decisión debidamente informada
2. Obligar al empresario a proveer bienes y servicios de calidad junto con la respectiva garantía
3. Proteger la información que el consumidor suministra con ocasión de una relación de consumo
4. Ordenar la adopción de medidas de seguridad respecto de los medios de pago.

Estos objetivos buscan proteger de forma eficaz al consumidor, como último eslabón de la cadena de producción.

## Tipos de modelo de comercio electrónico

### Modelo B2B
El comercio electrónico B2B abarca todo el comercio electrónico interorganizacional entre las empresas de la cadena de suministro. El comercio electrónico B2B ofrece un nivel de juego casi igual para las empresas de todo el mundo, al tiempo que prometen beneficios como costo de entrada baja, mayor participación de mercado, mejor servicio, mayor productividad y, por consiguiente, mayor competitividad. Forrester Research de Massachusetts estima que los ingresos por comercio electrónico B2B aumentarán de $ 109 mil millones en 1999 a $ 2,7 trillones en 2004. Esto representa aproximadamente el 25% del actual producto interno bruto de los Estados Unidos. Este crecimiento fenomenal es posible solo si los interesados en el comercio electrónico B2B abordan adecuadamente los desafíos que enfrenta esa industria.
Hay varios retos importantes que enfrenta la industria del comercio electrónico en general y el comercio electrónico B2B en particular. Algunos de los desafíos importantes -la seguridad, la privacidad, la confidencialidad y la confianza- han recibido la publicidad adecuada recientemente debido a la piratería y/o desactivación de las páginas web de algunas empresas de alto perfil. El reto no es solo mejorar los firewalls, sino también entender la percepción de las personas acerca de Internet que están a salvo del fraude. Otro desafío es la integración y gestión de los diversos actores de la industria del comercio electrónico, incluidos los ISP, los desarrolladores de software de comercio electrónico, los bancos, las empresas, los consumidores, etc. El uso de mecanismos de intercambio financiero en línea tales como e-check, e- , e-coupons, e-IOUs, plantea otro desafío a los gobiernos, bancos y otras instituciones financieras.

#### El comercio electrónico B2B en China
Todos los modelos B2B actuales utilizados en China son copias de prototipos americanos. El empresario de Internet Jack Ma Yun, CEO de Alibaba.com Corp., está trabajando para crear un modelo B2B viable para el mercado de China. Él está de acuerdo en que el futuro es brillante para B2B en su país. Hizo hincapié en que las empresas chinas deben desarrollar sus propios modelos en función de sus necesidades específicas. El director regional de Microsoft en la China, Michael Rawding, afirma que B2B EC será cada vez más popular, ya que las empresas individuales se concentran en acelerar el tiempo de comercialización, eliminando los costos de sus sistemas y aumentando la eficiencia operacional. Utilizando su empresa como ejemplo, Rawding dijo a los participantes que Microsoft ahora lleva a cabo toda su interacción con distribuidores y revendedores a través de Internet y que ahora está viendo algunas empresas chinas emprender el mismo camino.

### Modelo B2C
Empresa-Consumidor o B2C (Business to Consumer). El objetivo es la venta directa al consumidor o usuario final y representa el modelo más conocido de venta electrónica a través de Internet. En el B2C la empresa suministra un catálogo de productos en línea sobre el que el cliente puede realizar pedidos. Como sistema de pago se utilizan medios tradicionales, como el contra reembolso o la transferencia, o electrónicos, como la tarjeta de crédito o el pago por teléfono móvil.
El caso apunta a examinar los factores que impactan el análisis FODA de Amazon.com que abrió sus puertas virtuales en julio de 1995 con la misión de utilizar Internet para transformar el proceso de compra de libros. Se centró en el comercio electrónico B2C y ofreció libros con descuento de precios con costos de envío relativamente bajos para los clientes en todo el mundo. Fue ampliamente difundida como la "Librería más grande de la Tierra", conocida por ser una operación minorista basada en Internet con clientes en más de 100 países.
El fundador de las experiencias de Amazon.com de Jeff Bezos revela que es un empresario de corazón. El redujo sus opciones comerciales a la venta de CDs, videos, libros, hardware y/o software a través de la Web. A diferencia de muchos empresarios puntocom, Bezos llevó a cabo una investigación de mercado y decidió centrarse en la venta de libros en línea.

### La jurisdicción del comercio electrónico
Esto impone una gran preocupación sobre la jurisdicción del país para participar cuando se producen disputas entre empresas y consumidores en el entorno electrónico. Esto es crucial cuando el consumidor está buscando una reparación, ya que siempre existe la cuestión de dónde debe presentarse una acción judicial.
Dado que los consumidores son reacios a comprar a vendedores web desconocidos por preocupaciones (por ejemplo, cargos fraudulentos, dificultades para devolver productos defectuosos o erróneos, etc.), la confianza se ha convertido en un asunto importante en el comercio electrónico de empresa a cliente (B2C). Las investigaciones anteriores señalaron que la falta de confianza en el consumidor en línea es la principal barrera para la participación de los consumidores en el comercio electrónico.
La confianza desempeña un papel clave en los procesos de compra en los que los consumidores buscan en particular cualidades credenciales de bienes y servicios (Urban et al., 2000, Kim et al., 2005).
Los países de la UE ya están utilizando País de Origen (Directiva de Comercio Electrónico) -la prestación de servicios (transacción en línea) estará sujeta a la legislación de los Estados miembros en la que el proveedor (empresa/comerciante) se establece para regir las transacciones de comercio electrónico—. Para ilustrar esto, si un comprador de Hong Kong compró un producto en línea de un vendedor (comerciante) con sede en Dinamarca y hubo una disputa, sin duda la disputa debe ser objeto o regido por las leyes de Dinamarca.
La Roma II (País de Destino), que permite que las transacciones se rijan por las leyes del país del comprador, todavía se está debatiendo. De esta manera, si un comprador de Australia compra un producto en línea a un vendedor (comerciante) con sede en Alemania, y se produce una disputa de transacción, la disputa se regirá por las leyes de Australia. Todavía surgen las preguntas de qué leyes usar para gobernar esto (Goldstein, 2001).
MODELO C2B
El modelo de comercio electrónico C2B (Consumer to Business) es un tipo de negocio en el cual los consumidores venden productos o servicios a las empresas. Este modelo invierte el tradicional B2C, donde las empresas son las que venden a los consumidores. El modelo C2B ha ganado relevancia en la era digital gracias a las plataformas online y a la economía colaborativa. Los consumidores adquieren un rol protagónico y desempeñan un papel activo en la creación de valor. Ejemplos de plataformas que facilitan el comercio C2B incluyen mercados de freelancers donde los individuos ofrecen sus servicios a empresas.
MODELO C2C (customer-to-customer o de consumidor a consumidor)
Es un tipo de comercio electrónico que se ocupa de las compraventas entre particulares. Dentro de esta categoría se incluyen, por ejemplo, las webs que se dedican a la venta de artículos de segunda mano, los portales de subastas, las webs de servicios entre particulares, etc.
•   En este tipo de webs no prima tanto el diseño, sino la capacidad de buscar productos con facilidad o la cantidad de productos o servicios ofertados.
•  Las webs deben contar con mecanismos para poder filtrar datos desde diferentes criterios; precio, valoración, calidad, etc. 
•  También en el C2C hay comparadores de precios entre diferentes webs. Especialmente, es el caso del mercado de alquileres inmobiliarios o de venta de    automóviles entre particulares.
En las webs C2C pueden combinarse las ofertas con otros tipos de comercio electrónico, como el B2C.
Ejemplos de ello son Soloautos, en México, o Autoscout24, en España, que ofrecen venta de vehículos entre particulares, pero también de vendedores profesionales a particulares.
 MODELO B2E
Es el acrónimo de business-to-employee. Se trata de un tipo de portal entre las empresas y su personal, con múltiples posibilidades. Estas webs se han constituido como una herramienta muy común y versátil. Son portales corporativos a los que se entra siempre con una clave de acceso privada, que permite acceder a una serie de materias o apartados en función de cada configuración personal.
Servicios
Las webs B2E ofrecen servicios tales como:
•   Noticias de la empresa. 
•   Ajuste de calendarios laborales.
•   Tramitación de solicitudes de vacaciones o permisos.
•   Solicitud de equipos de telefonía, informática, ropa o equipos de protección individual (EPI). 
•   Solicitud de nóminas o planillas. 
•   Solicitud de historiales laborales.  
•   Gestión de citas en el servicio médico de la empresa. 
•   Consultas sobre el pago flexible o en especie. 
•   Directorio de contactos internos. 
•   Gestión del acceso a programas formativos (campus en línea interno).

## Modelo C2C
El gobierno electrónico , la capacidad del gobierno para proporcionar acceso a servicios e información veinticuatro horas al día, siete días a la semana, es una fuerza emergente hoy. Simplemente, el gobierno electrónico está destinado no solo a ayudar al gobierno a llevar a cabo sus actividades administrativas diarias, sino también a facilitar una comunicación con entidades externas como ciudadanos y empresas a través de la utilización de las tecnologías de la información y la comunicación.
los modelos C2C incluyen cualquier transacción entre y entre los consumidores. Los estudios actuales en el campo C2C no son tan extensos como los estudios en los campos B2B y B2C (Gonzalez, 2003). Diferentes estudios en el pasado han discutido los modelos C2C con respecto a las ventas de garaje.
Los modelos C2C son adecuados para empresas que actúan como mediadores entre vendedores y clientes. Estos modelos ofrecen a los particulares la oportunidad de reducir el costo de venta o compra de bienes. En los modelos de C2C los vendedores pueden publicar sus artículos personales a través de Internet de forma barata en comparación con el espacio de alquiler alto en una tienda. Los menores gastos llevan a una base de clientes más pequeña pero rentable. Otro beneficio es que muchas pequeñas empresas pueden obtener una mayor rentabilidad sobre un C2C en comparación con un almacén físico debido a la reducción de los gastos generales al realizar una transacción de comercio electrónico. .

## Modelo G2G
Las contradicciones entre las entidades organizacionales suelen surgir en las negociaciones y pueden convertirse en conflictos. Debido a la diversidad de las muchas partes interesadas heterogéneas en los esfuerzos de G2G, se pueden esperar contradicciones entre y dentro de las entidades organizacionales.
El gobierno tiene una brecha de TI. Las grandes ciudades y condados, capaces de pagar la infraestructura digital, las plataformas y las aplicaciones de software que el sector público depende cada vez más para prestar servicios, se están adelantando a las ciudades más pequeñas y las ciudades que pasan con los servidores en los armarios, software desactualizado y prácticamente ninguna protección cibernética. El problema es generalizado y se puede encontrar en todos los estados donde la división urbano-rural es aguda.
El Mercado de G2G es atractivo para los municipios pequeños porque están tratando con otro gobierno que entiende su negocio y sus necesidades. Ellos saben que no estamos tratando de venderles algo que no necesitan, dice Bertolini, y no estamos tratando de obtener beneficios de esto.

## Modelo G2C
El gobierno electrónico (e-gobierno), la capacidad del gobierno para proporcionar acceso a servicios e información veinticuatro horas al día, siete días a la semana, es una fuerza emergente hoy. El gobierno está concentrando la atención y los recursos en proporcionar información y servicios en línea, explorar la democracia digital y utilizar la tecnología para el desarrollo económico. Como resultado, los servicios gubernamentales se han revolucionado en esta era digital. En esta nueva era, el buen gobierno es el gobierno accesible, que da acceso inmediato a la información pertinente y es rápido, barato y eficiente.
El gobierno electrónico o el gobierno electrónico ha sido durante mucho tiempo conocido como el avance de una nueva forma de comunicación y transacción entre el gobierno y los ciudadanos, el gobierno y las industrias, y entre los organismos gubernamentales. Simplemente, el gobierno electrónico está destinado no solo a ayudar al gobierno a llevar a cabo sus actividades administrativas diarias, sino también a facilitar una comunicación con entidades externas como ciudadanos y empresas a través de la utilización de las tecnologías de la información y la comunicación.
En 2006, la Inland Revenue Board Malaysia (IRBM) en nombre del gobierno introdujo el sistema de e-Filing. Los objetivos de e-Filing son facilitar el cumplimiento tributario y proporcionar servicio a los contribuyentes a través del uso de tecnologías de Internet y WWW. Mediante el sistema de e-Filing, los contribuyentes son capaces de preparar, informar y pagar sus impuestos en línea.
Se informa que el número de usuarios de e-Filing superó en número a la expectativa de que 500.000 usuarios se conviertan en 874.814 usuarios en 2007; un aumento de 369,5 por ciento desde que fue introducido por primera vez (Bernama, 2008). Pero los obstáculos que siguen afectando a los contribuyentes que están realmente preocupados por la tecnología, carecen de habilidades técnicas.

## Modelo G2B
Gobierno a Negocios (G2B). Uno de los motivos que inhibe a muchas personas a crear sus propios negocios se debe a la cantidad de trámites que se deben realizar y a lo complejo que resulta obtener toda la información necesaria. La lógica del G2B es facilitar el desarrollo de las empresas, asegurar su participación en los mercados locales e impulsarlas a nivel global. El concepto de G2B también se puede interpretar como B2G.
El sector privado es el principal promotor de la investigación y desarrollo de tecnologías de información que permitieron crear las aplicaciones que utilizará el sector público. Un ejemplo es el de una agencia de autos que no solo venderá vehículos sino que ofrecerá el servicio de tramitar la licencia de manejo, pagar los impuestos o infracciones. Los clientes de cualquier empresa son ciudadanos de un Estado y cuanto más servicios le ofrezcan tendrán mayores ventas y clientes más fieles.